# Gabriella Dorio
Gabriella Dorio (Veggiano, 27 juni 1957) is een voormalige Italiaanse middellangeafstandsloopster, die gespecialiseerd was in de 800 m, 1500 m en het veldlopen. Zij werd olympisch kampioene en Europees kampioene op de 1500 m en meervoudig Italiaans kampioene op diverse middellange afstanden. In totaal nam ze driemaal deel aan de Olympische Spelen.

## Biografie
In 1976 maakte Dorio haar debuut op de Olympische Spelen van 1976 in Montreal. Ze plaatste zich gelijk in de finale en behaalde een zesde plaats. Op de Olympische Spelen van 1980 in Moskou miste ze op de 1500 m met een vierde plaats op een haar na het podium. Ze nam toen ook deel aan de 800 m waarbij ze achtste werd. Haar eerste internationale succes boekte ze in 1982 met het winnen van de Europees indoorkampioenschappen. Later dat jaar won ze een bronzen medaille op het Europees Kampioenschap op de 1500 m.
In 1984 boekte Dorio de beste prestatie van haar sportcarrière. Toen veroverde ze op de Olympische Spelen van Los Angeles een gouden medaille op de 1500 m. Met een tijd van 4.03,25 bleef ze nipt de Roemeense atletes Doina Melinte (zilver; 4.03,76) en Maricica Puica (brons; 4.04,15) voor.
Dorio was aangesloten bij Iveco Torino.

## Titels
- Olympisch kampioene 1500 m - 1984
- Europees indoorkampioene 1500 m - 1982
- Italiaans kampioene 800 m - 1974, 1975, 1976, 1980, 1981, 1982, 1983
- Italiaans kampioene 1500 m - 1973, 1976, 1977, 1978, 1979, 1980, 1981, 1982, 1983, 1984
- Italiaans indoorkampioene 800 m - 1978, 1979
- Italiaans indoorkampioene 1500 m - 1981, 1983
- Italiaans kampioene veldlopen (lange afstand) - 1976, 1983

## Persoonlijke records
| Onderdeel   | Prestatie | Datum            | Plaats    |
| ----------- | --------- | ---------------- | --------- |
| 800 m       | 1.57,66   | 5 juli 1980      | Pisa      |
| 1000 m      | 2.33,2    | 28 augustus 1982 | Formia    |
| 1500 m      | 3.58,65   | 25 augustus 1982 | Tirrenia  |
| 1 Eng. mijl | 4.23,29   | 14 augustus 1980 | Viareggio |

## Palmares

### 800 m
- 1973: 8e EK junioren - onbekend
- 1975:  Meditaranne Spelen - 2.04,5
- 1976: 8e in ½ fin. OS - 2.02,46
- 1979:  Mediterrane Spelen - 2.01,78
- 1980: 8e OS - 1.59,2
- 1981:  Universiade - 1.58,99
- 1983:  Europacup B - 2.00,05
- 1984: 4e OS - 1.59,05

### 1500 m
- 1974: 9e EK - onbekend
- 1975:  Mediterrane Spelen - 4.16,6
- 1975:  EK junioren - 4.19,6
- 1976: 6e OS - 4.07,27
- 1979:  Mediterrane Spelen - 4.07,07
- 1980: 4e OS - 4.00,3
- 1981:  Universiade - 4.05,35
- 1981:  Wereldbeker - 4.03,75
- 1982:  EK indoor - 4.04,01
- 1982:  EK - 3.59,02
- 1983:  Universiade - 4.07,26
- 1983: 7e WK - 4.04,73
- 1984:  OS - 4.03,25
- 1991:  Mediterrane Spelen - 4.10,43

### 3000 m
- 1983:  Europacup B - 9.04,96

### veldlopen
- 1973: 13e WK - 14.22
- 1975: 4e WK - 13.51
- 1976:  WK - 16.56

1972: Ljoedmila Bragina ·
1976: Tatjana Kazankina ·
1980: Tatjana Kazankina ·
1984: Gabriella Dorio ·
1988: Paula Ivan ·
1992: Hassiba Boulmerka ·
1996: Svetlana Masterkova ·
2000: Nouria Mérah-Benida ·
2004: Kelly Holmes ·
2008: Nancy Langat ·
2012: Maryam Jamal ·
2016: Faith Kipyegon ·
2020: Faith Kipyegon ·
2024: Faith Kipyegon